# Улица Скрыпника (Львов)
Улица Скрыпника — улица в Сыховском районе Львова. Соединяет проспект Червоной Калины с улицей Вернадского.

## Название
Современное название носит с 1989 года. Названа в честь участника революционного движения в России, социал-демократа; украинского советского политического и государственного деятеля Николая Скрыпника.

## Примечательные здания
- № 8 — церковь «Голгофа» и богословская семинария Львовского объединения церквей Христиан Веры Евангельской, строительство здания которого завершено в 2006 году.

## Застройка
Застроена пятиэтажными и девятиэтажными домами.